# Frieden von Saint-Germain (1570)
Der Frieden von Saint-Germain (1570) brachte nach dem dritten Hugenottenkrieg (1568 bis 1570) die Einigung zwischen Karl IX. und Admiral Gaspard de Coligny als Vertreter der Hugenotten. Er wurde am 8. August 1570 im Schloss Saint-Germain-en-Laye unterzeichnet.

## Vertragsbestimmungen
Der Friedensvertrag enthält folgende Bestimmungen:
- Den Beteiligten des Hugenottenkrieges wird völlige Amnestie zugesichert.
- Alle seit 1559 gegen Hugenotten ausgesprochenen Verurteilungen wurden aufgehoben.
- Den Hugenotten wird die bürgerliche und religiöse Gleichberechtigung gewährt.
- Hugenotten, die um ihres Glaubens willen amtsenthoben worden waren, werden wieder in ihre Rechte und Ämter eingesetzt.
- König Karl IX. überlässt den Protestanten für die Dauer von zwei Jahren die vier Städte La Rochelle, Montauban, Cognac und La Charité-sur-Loire als „Sicherheitsplätze“ (Places de Sûreté). Auch nach Ablauf dieser Frist dürfen in den vier Städten weiterhin ungehindert reformierte Gottesdienste gefeiert werden.
- Der protestantische Adel darf auf seinen Besitzungen reformierte Gottesdienste feiern, zu denen die Familie, die Untertanen und Besucher zugelassen sind.
- In jedem Gouvernement werden zwei Städte bestimmt, in denen reformierte Gottesdienste gefeiert werden können.
- Die Stadt Paris als Sitz des königlichen Hofes und die jeweiligen königlichen Hoflager blieben katholisch.
- Der König verpflichtet sich zur Zahlung des rückständigen Solds der protestantischen Truppen.

Im vorausgegangenen Krieg war der Hugenottenführer Ludwig I. von Bourbon-Condé ums Leben gekommen. Heinrich von Navarra (später als Heinrich IV. französischer König) wurde neuer Führer der protestantischen Sache. Katharina von Medici versprach beim Friedensschluss, ihre Tochter Margarete von Valois (katholischen Glaubens) künftig mit Heinrich von Navarra (protestantischen Glaubens) zu verheiraten. Doch dieser Friede war nur von kurzer Dauer. Zwei Jahre später ereignete sich das Massaker der Bartholomäusnacht und die Feindseligkeiten flammten zwischen beiden Seiten wieder auf.

## Filmische Umsetzung
- 2003 Verrat im Namen der Königin (Saint-Germain, ou la négociation) – Regie: Gérard Corbiau